# Alopecosa pamirica
Espèce
Alopecosa pamirica est une espèce d'araignées aranéomorphes de la famille des Lycosidae.

## Distribution
Cette espèce est endémique de la région du Haut-Badakhchan au Tadjikistan,. Elle se rencontre vers Chechekty.

## Description
La carapace de la femelle holotype mesure 7,00 mm de long sur 4,75 mm et l'abdomen 7,10 mm de long sur 5,80 mm.

## Systématique et taxinomie
Cette espèce a été décrite par Logunov en 2023.

## Étymologie
Son nom d'espèce lui a été donné en référence au lieu de sa découverte, le Pamir.

## Publication originale
- Logunov, 2023 : « Further notes on the fossorial wolf spiders of Middle Asia and the Near East (Aranei: Lycosidae). » Arthropoda Selecta, vol. 32, no 4, p. 475-512 (texte intégral).